# Корболь
Корболь (фр. Korbol) — деревня и супрефектура в Чаде, расположенная на территории региона Среднее Шари. Входит в состав департамента Бар-Кох.

## Географическое положение
Деревня находится в южной части Чада, на правом берегу реки Бахр-Корболь (приток реки Шари), на высоте 335 метров над уровнем моря.
Корболь расположен на расстоянии приблизительно 363 километров к юго-востоку от столицы страны Нджамены.

## Население
По данным официальной переписи 2009 года численность населения Корболя составляла 23 580 человек (11 698 мужчин и 11 882 женщины). Население супрефектуры по возрастному диапазону распределилось следующим образом: 52,2 % — жители младше 15 лет, 43,7 % — между 15 и 59 годами и 4,1 % — в возрасте 60 лет и старше.

## Транспорт
Ближайший аэропорт расположен в городе Тари.